# Hans Nilsson
Hans Nilsson (Göteborg, 22 dicembre 1972) è un batterista svedese.
La sua esperienza all'interno della scena metal svedese risale a 17 anni fa e ha incluso molti dei suoi luminari; Liers in Wait, con Kristian Wåhlin; Luciferion, una delle prime band di Michael Nicklasson fu Dark Tranquillity; e Crystal Age, composta da Oscar Dronjak (HammerFall, ex Ceremonial Oath) e Fredrik Larsson (ex HammerFall).
Dimension Zero presenta l'ex chitarrista degli In Flames Jesper Strömblad, anche lui ex Ceremonial Oath e HammerFall.
Lo stile di Nilsson generalmente oscilla all'interno del tempo "blastbeat/double bass" tipico del death metal. Tuttavia, un'eccezione può essere vista in Diabolique, che prende una forte influenza dal gothic metal.
Nilsson ha iniziato come chitarrista nei suoi primi giorni, ma è passato a suonare la batteria. Suona ancora la chitarra e ha scritto una delle canzoni dell'album di debutto dei Dimension Zero Silent Night Fever. Ha anche scritto molta musica nella band Crystal Age.

## Discografia

### Crystal Age
- Far Beyond Divine Horizons (Vic Records,1995)

### Diabolique
- The Diabolique  (EP, 1996)
- Wedding The Grotesque  (1997)
- The Black Flower (1999)
- Butterflies (EP, 2000)
- The Green Goddess (2001)

### Dimension Zero
- Penetrations from the Lost World (1997)
- Silent Night Fever (2002)
- This Is Hell (2003)
- He Who Shall Not Bleed (2007)

### Liers in Wait
- Spiritually Uncontrolled Art (1992)

### Luciferion
- The Apostate (2003)

### The Great Deceiver
- Cave-In (1999)
- Jet Black Art (2000)
- A Venom Well Designed (2002)